# Кіпр і євро
Запровадження євро на Кіпрі випливає з Атенського договору 2003 року, який дозволив приєднання Латвії до Європейського Союзу 1 травня 2004 року. Валютою Кіпру був кіпрський фунт до прийняття євро. Згідно з Атенським договором, нові члени Європейського Союзу «повинні приєднатися до економічного та валютного союзу з дати приєднання», що означає, що Кіпр мав прийняти євро 1 січня 2008 року.

## Членство в єврозоні
Кіпр є членом економічного та валютного союзу Європейського Союзу (ЄВС) з 2 травня 2005 року. 10 липня 2007 року Рада з економічних та валютних питань Європейського парламенту дає зелене світло введенню євро, це рішення схвалює рішення Ради ECOFIN Європейської Комісії та вибирає датою введення 1 січня 2008 року після оголошення, що країна відповідає всім критеріям, необхідним для інтеграції в єврозону. Курс конвертації зафіксований на рівні 0,585274 фунта за один євро, монети викарбувані у Фінляндії Суоменом Рахапаєю. Кіпр задовольняє вимоги, встановлені критеріями конвергенції, а саме стабільність цін, стан державних фінансів, участь у механізмі обмінного курсу Європейської валютної системи, наявність довгострокової процентної ставки та національне законодавство, сумісне із запровадженням євро.

## Статус
Маастрихтська угода спочатку передбачає, що всі члени Європейського Союзу повинні будуть приєднатися до зони євро після досягнення критеріїв конвергенції. Європейська комісія у своєму звіті про конвергенцію, складеному 27 лютого 2007 року, робить висновок, що Кіпр виконує умови для приєднання до єврозони, і рекомендує приєднатися до зони євро з 1 січня 2008 року.
| | У світлі оцінки відповідності критеріям конвергенції Комісія дає зелене світло введенню євро на Кіпрі. Те саме стосується Мальти, але Рада повинна буде дотримуватися рекомендацій Комісії та покласти край процедурі надмірного дефіциту. Рада припинила процедуру надмірного дефіциту проти Мальти на своєму засіданні 5 червня 2007 року. |
| — Рішення Ради 2007/464/ЄС від 5 червня 2007 р. про скасування Рішення 2005/186/ЄС про існування надмірного дефіциту на Мальті. | |

### Кейс територій Акротирі і Декелія
Кейс британських заморських територій на Кіпрі є особливим; Договір про незалежність Кіпру передбачав виняткове використання місцевої валюти на всій території острова, що передбачало перехід на євро; ця особливість передбачена договором про приєднання Кіпру до ЄС та британським законодавством (указ про євро 2007).